# Simeó Monjo Acemeta
Simeó Monjo Acemeta (en llatí Symeon Acoemitensis Monachus) va ser un monjo d'un dels monestirs acemetes de Constantinoble.
L'abat (hegumenos) Ciril el va enviar al Papa Fèlix III a Roma per demanar suport per l'ortodòxia amenaçada pels monofisites i la política a de l'emperador Anastasi i del patriarca Acaci de Constantinoble. Aquesta missió va aconseguir que el papa no donés suport a Pere Ful·ló (o Pere II d'Antioquia) que s'havia apoderat del patriarcat d'Antioquia cap a l'any 485, i que finalment va ser deposat. En parla Evagri d'Epifania.